# Acipenser persicus
Espèce
Statut de conservation UICN

 CR A2cde : 
En danger critique
Acipenser persicus est une espèce de poissons en danger critique d'extinction.

## Répartition et habitat
Il est endémique de la mer Caspienne et de la mer Noire.

## Alimentation
Au début de sa vie cet esturgeon se nourrit d'invertébrés dont les Chironomidae et les Gammaridae. À partir de 2 à 3 ans il se nourrit de crabes et de poissons. Puis à l'âge adulte il se nourrit presque exclusivement de poissons.